# Трет-Бутилметиловый эфир
Мети́л-трет-бути́ловый эфи́р (трет-бутилметиловый эфир, 2-метил-2-метоксипропан, МТБЭ) — химическое вещество с химической формулой СН3—O—C(СН3)3, один из важнейших представителей простых эфиров.

## Физические свойства
- Температура кипения 54—55 °C при 764 мм рт. ст.
- d204 0,7578; n20D 1,37566.
- Растворимость в воде — низкая.
- Азеотропные смеси с водой (52,6 °C) и метанолом (51,3 °C).

| Параметр                            | Значение         |
| ----------------------------------- | ---------------- |
| Давление насыщенных паров           | 27,1 кПа (20 °C) |
| Теплота образования                 | 291 кДж/моль     |
| Температура самовоспламенения       | 443 °C           |
| Пределы взрываемости                | 1,65 — 8,4 %, об |
| ПДК в воздухе рабочей зоны          | 100 мг/м³        |
| ПДК в атмосферном воздухе           | 0,5 мг/м³        |
| Смертельная доза 50 % отравляющихся | 4 г/кг (орально) |

Плотность при 20 °С: 0,7405.
Коэффициент преломления при 20 °С: 1,3690.
Удельная теплоёмкость: 2,1 кДж/кг·К.
Теплота парообразования: 332,5 кДж/кг.
Растворим в этаноле, диэтиловом эфире, плохо — в воде (4,6 % при 20 °С).
Образует азеотропные смеси:
- с метанолом (МТБЭ — 85 % мас.), температура кипения — 52 °С;
- с водой (МТБЭ — 96 % мас.), температура кипения — 52,6 °С.

При нагревании выше 460С, а также при нагревании с катализатором разлагается на метанол и изобутилен.
Пероксидных соединений не образует.
Температура вспышки: минус 33 °С.
Температура самовоспламенения: 443 °С.
Концентрационные пределы воспламенения: 1,4—10 %.
Предельно допустимая концентрация в воздухе рабочей зоны: 100 мг/м³.
Предельно допустимая концентрация в атмосфере населённых мест: 0,1 мг/м³.
Хорошо растворяется в бензине в любых соотношениях, практически не растворяется в воде, не ядовит.
Топливные характеристики:
- октановое число по исследовательскому методу — 115—135.
- октановое число по моторному методу — 100—101.

Опасен при проглатывании или при контакте с кожей, вызывает раздражение кожи, вызывает серьезное раздражение слизистой глаз. Опасен при вдыхании, может вызвать раздражение органов дыхания 

## Производство
Получается при взаимодействии метанола с изобутиленом в присутствии кислых катализаторов (например, ионообменных смол).

Синтез МТБЭ в присутствии кислотного катализатора осуществляется путём алкилирования метанола изобутиленом по обратимой реакции:
iС4Н8 + СН3ОН ↔ СН3ОС(СН3)3
Реакция протекает в жидкой фазе с выделением тепла. Тепловой эффект реакции составляет 41,8 кДж/моль. Равновесие реакции смещается вправо при повышении давления и снижении температуры. Процесс синтеза МТБЭ ведут при температуре от 50 до 100 °С и давлении, необходимом для поддержания реагентов в жидкой фазе. При правильно подобранных режимах побочные реакции можно практически полностью подавить, обеспечив селективность процесса 98 % и выше.
На 2004 год производство в США составляло половину мирового выпуска, на 1999 год произведено более 8,5 млн т. во время использования его в качестве добавки к топливу. Однако (из-за утечек из подземных хранилищ на территории США) МТБЭ был запрещён различными инстанциями, и с конца 2006 года его производство начало сокращаться. Вообще в США в конце 90-х гг. началась мощная кампания за запрет использования МТБЭ в составе автомобильных бензинов. Особо интенсивно эта кампания проводилась в штате Калифорния, в котором запрет на применение МТБЭ предполагалось ввести в 2003 г., однако позднее эта дата была перенесена на январь 2004 г. При этом сохраняется требование о содержании кислорода в автомобильном бензине на уровне 2 %, что привело к росту потребления этанола с 13,9 тыс. т/сутки в 2000 г до 30,8 тыс. т/сутки в 2005 и 2010 гг., соответственно.
Во многих штатах загрязнение водоносного горизонта МТБЭ вызывает серьёзные опасения. Большинство поставщиков бензина отказались от его использования в пользу этил-трет-бутилового эфира в связи с налоговыми льготами производителям.
В Евросоюзе на 2003 год произведено около 2,6 млн т, крупнейшее производство размещено в Роттердаме (в 2004 году произведено более 1 млн т. — 90 % производства Голландии), в Бельгии производство составляет около 387 тыс. т. в год. Динамика производства в Европе повторяет ситуацию в США.
В целом мировое производство и применение эфира на 2006 год продолжает расти и имеет значительные перспективы.

## Применение
Применяется в качестве добавки к моторным топливам, повышающей октановое число бензинов (антидетонатор). Максимально допустимая законодательно объёмная доля МТБЭ в бензинах Европейского союза — 15 %, в Польше — 5 %, в России — 15 %.
МТБЭ широко применяется в производстве высокооктановых бензинов, при этом выступает как нетоксичный, но менее теплотворный высокооктановый компонент и как оксигенат (носитель кислорода), способствующий более полному сгоранию топлива и предотвращению коррозии металлов. Мировое потребление МТБЭ находится на уровне 20—22 млн т в год. 
МТБЭ используется в органической химии, как относительно недорогой растворитель со свойствами, сравнимыми с диэтиловым эфиром, но с более высокой температурой кипения и меньшей растворимостью в воде. Как растворитель, МТБЭ обладает одним явным преимуществом перед большинством эфиров — он имеет гораздо меньшую склонность к образованию взрывоопасных органических пероксидов. Он широко используется в качестве растворителя в промышленности, где из соображений безопасности и правил работа с диэтиловым эфиром, ТГФ или другими эфирами намного сложнее и дороже. МТБЭ как растворитель используется в нефтеперерабатывающей промышленности для депарафинизации парафинистых нефтяных фракций, и также в качестве растворителя жиров, масел, восков, отдушек, смол, красителей, камедей и углеводородов.

## Подготовка сырья МТБЭ
Основным сырьём МТБЭ на нефтеперерабатывающих заводах является изобутан-изобутиленовая фракция (ИИФ) после каталитического крекинга, которую необходимо очищать от сернистых соединений. Сернистые соединения в ИИФ представлены в основном метил- и этилмеркаптаном, очистка от которых осуществляется их щелочной экстракцией и последующим окислением тиолятов с применением гомогенных или гетерогенных катализаторов в присутствии кислорода воздуха с получением дисульфидного масла.

## Происшествия
7 апреля 2018 в общине Мянтюхарью (Финляндия) в результате схода с рельсов из российской железнодорожной цистерны в почву вылилось около 35 тысяч литров метилтретбутилового эфира, в результате был нанесён большой ущерб окружающей среде.